# Movimiento maya

En tanto que movimiento indigenista es semejante a los demás que han ido surgiendo en toda América Latina.
El movimiento maya cobró gran fuerza después de la Revolución de octubre de 1944, antes de esta, los mayas era obligados a trabajar 150 días en fincas de los grandes terratenientes en condiciones pésimas. La revolución representó para el sector maya un gran avance en la integración de estos dentro de las decisiones del Estado así como su integración al mercado económico, debido a la reforma agraria que otorgaba tierras en usufructo para su cultivo a pequeños productores.
La contra-revolución de 1954 significó para los mayas un duro golpe, debido a que se les arrebató la tierra que se les otorgó durante el periodo reformista y a muchos se les persiguió como supuestos comunistas.
Durante el enfrentamiento armado en Guatemala (1960-1996), la violencia contra los indígenas estalló de forma alarmante, lo que dio paso a que muchos se organizaran y comenzaran a luchar por sus derechos, de ahí que surgieran movimientos como el Comité de Unidad Campesina (CUC) en 1979, los cuales ejercieron un papel fundamental como organismos civiles de presión. Con la finalización del enfrentamiento armado y la firma de los acuerdos de paz por parte del gobierno de Guatemala y la comandancia de la Unidad Revolucionaria Nacional Guatemalteca (URNG) se firmó también el acuerdo sobre identidad y derechos de los pueblos indígenas, en estos acuerdos se convenía el respeto a sus idiomas, su vestimenta típica, su espiritualidad y en general a su cosmovisión. Sin embargo muchos de estos acuerdos se han quedado en papel ya que el gobierno no ha cumplido con ellos, de ahí que gran parte del movimiento maya busca el cumplimiento y respeto a dichos acuerdos.
- Datos: Q6025381